# Neobythites musorstomi
Neobythites musorstomi är en fiskart som beskrevs av Nielsen 2002. Neobythites musorstomi ingår i släktet Neobythites och familjen Ophidiidae. Inga underarter finns listade i Catalogue of Life.